# Henrietta Melia Larson
Henrietta Melia Larson (* 24. September 1894 in Ostrander, Minnesota; † 25. August 1983 in Northfield, Minnesota) war eine US-amerikanische Professorin, Herausgeberin und Schriftstellerin.

## Werdegang
Henrietta Melia Larson, Tochter des Geschäftsmanns Hans Olaf Larson und seiner Ehefrau Karen Marie, geborene Nordgaarden, wurde 1894 im Fillmore County geboren. Über ihre Jugend ist nichts bekannt. Sie machte 1918 einen Bachelor of Arts. Ihre Studienzeit war vom Ersten Weltkrieg überschattet. Nach ihrem Abschluss unterrichtete sie ein Jahr lang an einer High School in Wheaton Minnesota. Von 1921 bis 1922 war sie als Lehrerin am Augustana College in Sioux Falls (South Dakota) tätig. Danach studierte sie von 1922 bis 1924 an der University of Minnesota. Von 1925 bis 1926 unterrichtete Larson am Bethany College in Lindsborg (Kansas) und von 1926 bis 1928 an der Southern Illinois University in Carbondale (Illinois). Im Jahr 1926 erwarb sie an der Columbia University den akademischen Grad eines Ph.D. In der Folgezeit begann sie mit ihrer Arbeitstätigkeit an der Harvard Business School. Im Laufe der Jahre bekleidete sie eine Reihe von Posten: Von 1928 bis 1939 Forschungsmitarbeiterin an der Harvard University Graduate School of Business Administration, von 1939 bis 1942 Assistenzprofessorin, von 1942 bis 1960 außerordentliche Professorin und von 1960 bis zu ihrem Ruhestand im Jahr 1961 ordentliche Professorin für Wirtschaftsgeschichte. Larson war die erste Frau an der Harvard Business School, die zum ordentlichen Professor ernannt wurde.
Sie verfasste im Bereich der Wirtschaftsgeschichte mehrere Bücher. 1938 war sie Herausgeberin des Bulletin of the Business Historical Society. Larson saß 1947 zusammen mit dem kanadischen Professor für Wirtschaftsgeschichte Norman Scott Brien Gras im Verwaltungsrat der Business History Foundation, Inc. Ihre ersten großen gemeinsamen Projekte waren eine mehrbändige Chronik über die Standard Oil Company-Holding in New Jersey und ein Buch über das Mineralöl-Unternehmen Humble Oil. 1948 wurde sie Mitherausgeberin und 1950 Herausgeberin der Harvard Studies in Business History. Nach dem Tod von N. S. B. Gras im Jahr 1955 setzte sie ihre Arbeit als Direktorin fort. Im Rahmen ihrer Arbeitstätigkeit war sie leitende Autorin der Studie History of Humble Oil and Refining Company (1959) und des 3. Bandes der Reihe History of Standard Oil Company (New Jersey): New Horizons, 1927–1950 (1971). Die Autoren Evelyn H. Knowlton und Charles S. Popple unterstützten sie bei diesen Büchern.
Von 1965 bis 1966 verbrachte Larson mehrere Monate in Ahmedabad (Indien) als Beraterin des Indian Institute of Management (IIM) für ein Programm in Unternehmensgeschichte bei der Ford Foundation.
Nach ihrem Tod im Jahr 1983 im Alter von 88 Jahren in Northfield (Rice County) wurde sie dort auf dem Oaklawn Cemetery beigesetzt.

## Werke (Auswahl)
- The Wheat Market and the Farmer in Minnesota, 1858–1900. 1926.[3]
- Jay Cooke, Private Banker. Harvard University Press, 1936.
- mit N. S. B. Gras: Casebook in American Business History. Irvington Publishers, 1939.
- mit Kenneth Wiggins Porter: Guide to Business History: Materials for the Study of American Business History and Suggestions for Their Use. 1948.[4]
- mit Kenneth Wiggins Porter: History of Humble Oil and Refining Company. 1959.[5][6]
- mit Ralph Willard Hidy und George Sweet Gibb: History of Standard Oil Company (New Jersey): New Horizons, 1927–1950. Band 3, Harper, 1971.

## Ehrungen
Das St. Olaf College in Northfield (Minnesota) verlieh ihr 1943 die Ehrendoktorwürde.